# Tabitha Babbitt
Sarah „Tabitha“ Babbitt (* 9. Dezember 1779 in Hardwick, Massachusetts; † 10. Dezember 1853 in Harvard, Massachusetts) war eine US-amerikanische Werkzeugmacherin und Erfinderin.

## Leben
Babbitt gilt als Erfinderin der „falschen Zähne“ und eines Spinnflügels für Spinnräder. Zusätzlich wird vermutet, dass sie die Erfinderin der Kreissäge ist. Babbitt gehörte der Harvard-Shaker-Gemeinschaft an.

### Kindheit und Jugend
Babbitt wurde in Hardwick als Tochter von Seth und Elizabeth Babbit geboren. Am 12. August 1793 trat sie den Shakern der Harvard-Shaker-Gemeinschaft in Massachusetts bei.

### Erfinderin und Werkzeugmacherin
Babbitt erkannte, dass eine runde Schneide effizienter als andere Schneiden ist, sodass ihr zugerechnet wird, im Jahr 1813 ein rundes Sägeblatt in einem Sägewerk eingebaut zu haben. Das runde Sägeblatt war in einer durch Wasserkraft betriebenen Maschine eingebaut, um den Aufwand beim Sägen von Holz zu reduzieren. Als sie mit Blattsägen sägende Männer beobachtete, fiel ihr auf, dass dabei die Hälfte der Bewegungen vergebens war. Ihr erstes rundes Sägeblatt befindet sich heute in Albany im US-Bundesstaat New York. Diese Erfindung hatte sie nicht patentiert, sodass auch andere dieses verwenden konnten. Die Patentierung erfolgte drei Jahre später durch zwei Franzosen, welche von der Erfindung in einer Shaker-Zeitung gelesen hatten.
Durch das Eintrittsdatum bei der Shaker-Gemeinschaft schlussfolgerte M. Stephen Miller, dass Babbitt nicht die eigentliche Erfinderin der Kreissäge war, sondern dass diese im selben Jahr ihres Eintritts von Amos Bishop oder Benjamin Bruce erfunden wurde, wenn sie überhaupt von Shakern erfunden wurde.
Darüber hinaus werden ihr Erfindungen rund um den Herstellungsprozess falscher Zähne sowie ein verbesserter Spinnflügel zugeschrieben.
Ebenfalls unklar ist, ob sie zusammen mit Eli Whitney die Herstellung von Vierkantnägeln erfunden hat.
Sie starb am 10. Dezember 1853 in Harvard. einen Tag nach ihrem 74. Geburtstag.

## Trivia
Als Shakerin hat Babbitt keine ihrer Erfindungen patentiert.